# Rachów (stacja kolejowa)
Rachów (ukr. Рахів) – stacja kolejowa w miejscowości Rachów, w obwodzie zakarpackim, na Ukrainie. Jest częścią administracji użhorodzkiej Kolei Lwowskiej. Znajduje się na linii Delatyn – Diłowe.